# ناحیه هارتبرگ
ناحیه هارتبرگ (به آلمانی: Hartberg District) یک شهرستان‌های اتریش و شهرستان و تقسیمات کشوری سابق در اتریش است که در اشتایرمارک واقع شده‌است. ناحیه هارتبرگ ۶۷٬۷۷۸ نفر جمعیت دارد.